# Día del Dominio Público

Logo del día del dominio público 2025.

El Día del Dominio Público es una fecha anual en la que se celebra el ingreso de las obras intelectuales al dominio público. Tiene lugar el 1 de enero, día en que, según el Convenio de Berna, vence cada año el plazo de derecho de autor de las obras. La transición legal de obras con copyright hacia dominio público no es un hecho universal, sino que depende de cada jurisdicción, basado en las leyes individuales sobre derechos de autor de cada país. 
En esta fecha, diversas instituciones educativas y culturales, así como activistas del acceso a la cultura, manifiestan su apoyo a la existencia de un dominio público robusto y alertan sobre los peligros de la privatización del conocimiento.

## Historia

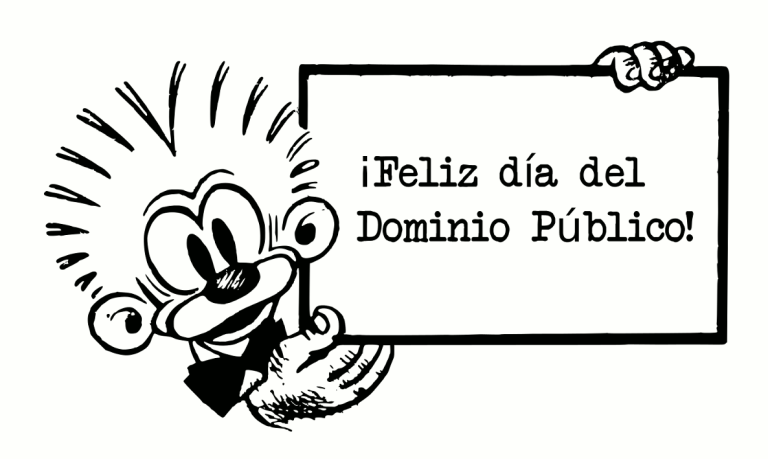
Afiche del festejo del Día del Dominio Público 2016 en Uruguay

Si bien no hay datos precisos sobre el origen del Día del Dominio Público, existen referencias al menos desde 2004, cuando el activista del dominio público Wallace McLean mencionó el término en una lista de correo, obteniendo difusión por parte de Lawrence Lessig, el fundador de Creative Commons, en su blog personal.
A partir de 2010 la celebración cobró impulso a través de diferentes iniciativas. Ese año, el proyecto temático de la Unión Europea COMMUNIA, centrado en el estudio de políticas sobre el dominio público en el entorno digital, lanzó el sitio web publicdomainday.org con el objetivo de "aumentar la conciencia mundial sobre el papel del dominio público en nuestras sociedades y proporcionar recursos e información". Ese mismo año, el Center for the Study of the Public Domain (Centro para el Estudio del Dominio Público) de la Universidad Duke de Estados Unidos, fundado en 2002, lanzó una página web sobre el Día del Dominio Público, en la que explicaba que, si bien en casi todo el mundo el 1 de enero ingresaban en dominio público nuevas obras, en Estados Unidos eso no ocurriría hasta 2019 debido a la Sonny Bono Act de 1998. En enero de 2010 COMMUNIA presentó públicamente un Manifiesto del Dominio Público firmado por académicos, activistas y organizaciones de todo el mundo que promueven el acceso a la cultura. Las organizaciones de la sociedad civil Creative Commons y Open Knowledge Foundation también promovieron el festejo del Día del Dominio Público. Esta última lanzó en 2011 la revista digital Public Domain Review, dedicada a la promoción y rescate del dominio público.

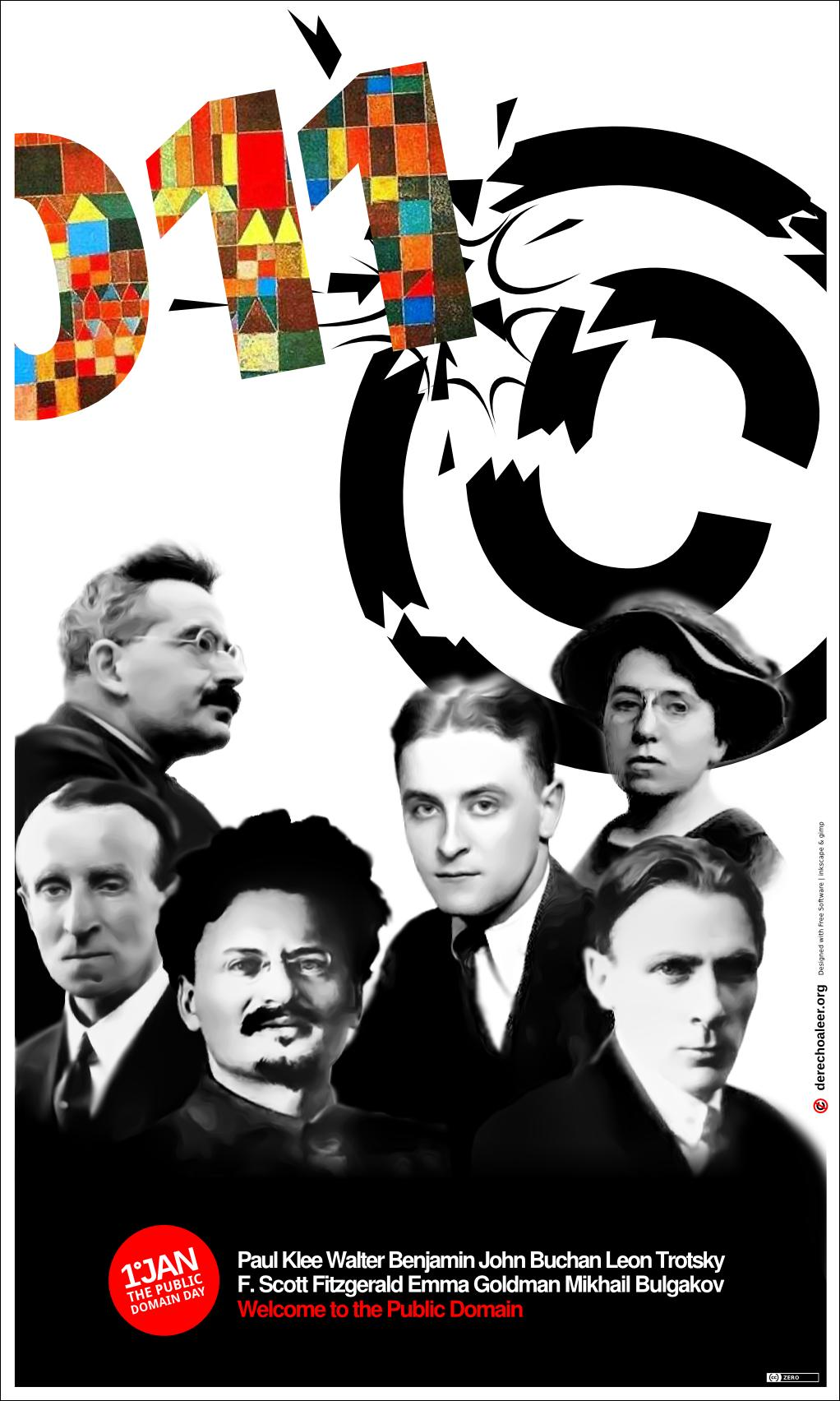
Afiche del Día del Dominio Público 2011 del blog derechoaleer.org

A lo largo de los años se han realizado eventos de celebración del Día del Dominio Público en Polonia, Alemania, Suiza, Italia, Francia e Israel, entre otros países. La fecha también se celebra en blogs y sitios web de personas, colectivos e instituciones de todo el mundo.

## Características de la celebración
Típicamente el Día del Dominio Público se celebra destacando a los autores y obras que ingresan ese día en dominio público. En ocasiones también se digitalizan y ponen a disposición en Internet las obras, aprovechando la posibilidad de hacerlo libremente. Dado que el plazo de derecho de autor varía de acuerdo al país, también varía la lista de autores y obras que se destacan y ponen a disposición. Los plazos de derecho de autor más comunes a nivel internacional son de 50 y de 70 años después de la muerte del autor. La colaboración entre activistas de distintos países permite crear listas de autores y obras de diferentes regiones que ingresan en dominio público de acuerdo a los plazos de cada país.
Además de celebrar el ingreso de las obras al dominio público, el día también se usa para reclamar por un mayor acceso a la cultura y contra la extensión desmedida del plazo de derecho de autor en muchos países.

### ¿Cómo se hace una celebración?
Las instituciones patrimoniales pueden publicar listados de las personas que entran a dominio público. Un ejemplo es el listado realizado por la Biblioteca Nacional de Colombia. Posteriormente, se pueden realizar talleres de digitalización y distribución de las obras.

## Dominio público en 2025
En 2025 ingresan al dominio público las primeras versiones de Tintín y de Popeye.